# Tweede klasse amateurs 2018-19 (voetbal België)
Het seizoen 2018/19 van de Belgische Tweede klasse amateurs ging van start in september 2018 en eindigt in mei 2019. Daarna worden nog eindrondes voor promotie naar de Eerste klasse amateurs en degradatie naar de Derde klasse amateurs afgewerkt. De competitie telt drie reeksen van zestien ploegen. Twee reeksen met clubs zijn aangesloten bij VV en één bij de ACFF.

## Naamswijzigingen
- RC Hades Hasselt wijzigde zijn naam in RC Hades Kiewit Hasselt
- SK Sint-Niklaas wijzigde zijn naam in SK Nieuwkerken Sint-Niklaas.

## Gedegradeerde teams
Deze teams degradeerde voor aanvang van het seizoen uit Eerste klasse amateurs

### Rechtstreeks
- K. Berchem Sport
- K. Patro Eisden Maasmechelen

### Via eindronde
- KFC Vigor Wuitens Hamme

## Gepromoveerde teams
Deze teams promoveerden voor aanvang van het seizoen uit Derde klasse amateurs

### Rechtstreeks
- KSC Toekomst Menen (kampioen VV A)
- KFC Heur-Tongeren (kampioen VV B)
- RAAL La Louvière (kampioen ACFF A)
- FC Tilleur (kampioen ACFF B)

### Via eindronde
- K. Diegem Sport (VV)
- KSC Dikkelvenne (VV)
- KFC Eppegem (VV)
- URSL Visé (ACFF)
- R. Francs Borains (ACFF)
- RES Couvin-Mariembourg (ACFF)

## Promoverende teams
Deze teams promoveerden na afloop van het seizoen naar Eerste klasse amateurs:

### Rechtstreeks als kampioen
- KVC Sint-Eloois-Winkel Sport (kampioen VV A)
- K. Patro Eisden Maasmechelen (kampioen VV B)
- UR La Louvière Centre (kampioen ACFF)

### Via eindronde
- URSL Visé

## Degraderende teams
Deze teams degradeerden na afloop van het seizoen naar de Derde klasse amateurs

### Rechtstreeks
- RUW Ciney
- R. Olympic Club de Charleroi
- R. Wallonia Walhain Chaumont-Gistoux
- R. Entente Acren Lessines
- KFC Heur-Tongeren
- KFC Turnhout
- Tempo Overijse
- K. Olsa Brakel

Noot: Normaal gezien degradeerde R. Olympic Club de Charleroi naar Derde klasse amateurs, maar doordat ze een fusie aangingen met Châtelet-Farciennes SC kon men aantreden in Eerste klasse amateurs.

### Via eindronde
- SC City Pirates Antwerpen
- KFC Eppegem

## Clubs

### Tweede klasse amateurs VV A
| # kaart | Stam- nummer | Club                         | Plaats                |
| ------- | ------------ | ---------------------------- | --------------------- |
| 1       | 11           | KRC Gent                     | Gent                  |
| 2       | 38           | KSK Ronse                    | Ronse                 |
| 3       | 56           | KSC Toekomst Menen           | Menen                 |
| 4       | 100          | KVK Westhoek                 | Poperinge & Ieper     |
| 5       | 935          | KFC Mandel United            | Izegem & Ingelmunster |
| 6       | 1349         | K. Olympia SC Wijgmaal       | Wijgmaal              |
| 7       | 1574         | RC Harelbeke                 | Harelbeke             |
| 8       | 3630         | K. Londerzeel SK             | Londerzeel            |
| 9       | 3821         | KFC Sparta Petegem           | Petegem-aan-de-Leie   |
| 10      | 3887         | K. Diegem Sport              | Diegem                |
| 11      | 4408         | KVC Sint-Eloois-Winkel Sport | Sint-Eloois-Winkel    |
| 12      | 4759         | KFC Eppegem                  | Eppegem               |
| 13      | 5553         | K. Olsa Brakel               | Brakel                |
| 14      | 7074         | KSC Dikkelvenne              | Dikkelvenne           |
| 15      | 8715         | Tempo Overijse               | Overijse              |
| 16      | 9512         | FC Gullegem                  | Gullegem              |

### Tweede klasse amateurs VV B
| # kaart | Stam- nummer | Club                         | Plaats                      |
| ------- | ------------ | ---------------------------- | --------------------------- |
| 1       | 28           | K. Berchem Sport             | Berchem                     |
| 2       | 43           | R. Cappellen FC              | Kapellen                    |
| 3       | 148          | KFC Turnhout                 | Turnhout                    |
| 4       | 211          | KFC Vigor Wuitens Hamme      | Hamme                       |
| 5       | 284          | KFC Duffel                   | Duffel                      |
| 6       | 544          | SC City Pirates Antwerpen    | Merksem                     |
| 7       | 595          | K. Bocholter VV              | Bocholt                     |
| 8       | 2366         | Hoogstraten VV               | Hoogstraten                 |
| 9       | 2391         | KVV Vosselaar                | Vosselaar                   |
| 10      | 3245         | K. Sporting Hasselt          | Hasselt                     |
| 11      | 3434         | K. Patro Eisden Maasmechelen | Maasmechelen                |
| 12      | 4297         | KSV Temse                    | Temse                       |
| 13      | 4600         | KFC Heur-Tongeren            | Tongeren                    |
| 14      | 5775         | Spouwen-Mopertingen          | Mopertingen & Grote-Spouwen |
| 15      | 8721         | RC Hades Kiewit Hasselt      | Kiewit                      |
| 16      | 9264         | SK Nieuwkerken Sint-Niklaas  | Sint-Niklaas & Nieuwkerken  |

### Tweede klasse amateurs ACFF
| # kaart | Stam- nummer | Club                                 | Plaats      |
| ------- | ------------ | ------------------------------------ | ----------- |
| 1       | 94           | RAAL La Louvière                     | La Louvière |
| 2       | 190          | R. Stade Waremmien FC                | Borgworm    |
| 3       | 213          | UR La Louvière Centre                | La Louvière |
| 4       | 246          | R. Olympic Club de Charleroi         | Charleroi   |
| 5       | 248          | RES Couvin-Mariembourg               | Couvin      |
| 6       | 460          | RUW Ciney                            | Ciney       |
| 7       | 1352         | URSL Visé                            | Wezet       |
| 8       | 1614         | RUS Rebecquoise                      | Rebecq      |
| 9       | 2774         | R. Entente Acren Lessines            | Twee-Akren  |
| 10      | 2913         | FC Tilleur                           | Tilleur     |
| 11      | 3008         | Entente Durbuy                       | Durbuy      |
| 12      | 3114         | RRC Hamoir                           | Hamoir      |
| 13      | 3262         | R. Wallonia Walhain Chaumont-Gistoux | Walhain     |
| 14      | 4454         | RFC Meux                             | Meux        |
| 15      | 5192         | R. Francs Borains                    | Boussu-Bois |
| 16      | 9426         | Solières Sport                       | Solières    |

## Klassementen

### Tweede klasse amateurs VV A
| Pos | Team                         | Wed | W  | G  | V  | Ptn | DV | DT | +/− | Kwalificatie of degradatie                |
| --- | ---------------------------- | --- | -- | -- | -- | --- | -- | -- | --- | ----------------------------------------- |
| 1   | KVC Sint-Eloois-Winkel Sport | 30  | 22 | 3  | 5  | 69  | 60 | 24 | +36 | Promotie naar Eerste klasse amateurs      |
| 2   | KFC Mandel United            | 30  | 19 | 3  | 8  | 60  | 58 | 30 | +28 | Kwalificatie voor Eindronde promotie      |
| 3   | KFC Sparta Petegem           | 30  | 13 | 10 | 7  | 49  | 55 | 44 | +11 |                                           |
| 4   | KRC Gent                     | 30  | 14 | 6  | 10 | 48  | 56 | 39 | +17 | Kwalificatie voor Eindronde promotie      |
| 5   | K. Olympia SC Wijgmaal       | 30  | 13 | 8  | 9  | 47  | 52 | 46 | +6  | Kwalificatie voor Eindronde promotie      |
| 6   | KSK Ronse                    | 30  | 12 | 7  | 11 | 43  | 41 | 35 | +6  | Kwalificatie voor Eindronde promotie      |
| 7   | SC Toekomst Menen            | 30  | 12 | 6  | 12 | 42  | 51 | 56 | −5  |                                           |
| 8   | K. Londerzeel SK             | 30  | 11 | 7  | 12 | 40  | 37 | 35 | +2  |                                           |
| 9   | K. Diegem Sport              | 30  | 11 | 6  | 13 | 39  | 37 | 51 | −14 |                                           |
| 10  | KVK Westhoek                 | 30  | 12 | 1  | 17 | 37  | 48 | 56 | −8  |                                           |
| 11  | KSC Dikkelvenne              | 30  | 10 | 6  | 14 | 36  | 28 | 42 | −14 |                                           |
| 12  | RC Harelbeke                 | 30  | 9  | 8  | 13 | 35  | 37 | 38 | −1  |                                           |
| 13  | FC Gullegem                  | 30  | 9  | 8  | 13 | 35  | 40 | 52 | −12 |                                           |
| 14  | KFC Eppegem                  | 30  | 10 | 4  | 16 | 34  | 36 | 66 | −30 | Kwalificatie voor Eindronde degradatie VV |
| 15  | Tempo Overijse               | 30  | 8  | 5  | 17 | 29  | 36 | 50 | −14 | Degradatie naar Derde klasse amateurs     |
| 16  | K. Olsa Brakel               | 30  | 6  | 10 | 14 | 28  | 39 | 47 | −8  | Degradatie naar Derde klasse amateurs     |

1. ↑  KFC Sparta Petegem vroeg geen licentie aan voor Eerste klasse amateurs. Hierdoor ging hun plaats voor de promotie-eindronde naar KSK Ronse.

### Tweede klasse amateurs VV B
| Pos | Team                         | Wed | W  | G  | V  | Ptn | DV | DT | +/− | Kwalificatie of degradatie                |
| --- | ---------------------------- | --- | -- | -- | -- | --- | -- | -- | --- | ----------------------------------------- |
| 1   | K. Patro Eisden Maasmechelen | 30  | 19 | 9  | 2  | 66  | 59 | 26 | +33 | Promotie naar Eerste klasse amateurs      |
| 2   | K. Sporting Hasselt          | 30  | 18 | 6  | 6  | 60  | 53 | 29 | +24 | Kwalificatie voor Eindronde promotie      |
| 3   | KSV Temse                    | 30  | 15 | 6  | 9  | 51  | 60 | 48 | +12 |                                           |
| 4   | K. Bocholter VV              | 30  | 15 | 4  | 11 | 49  | 54 | 38 | +16 | Kwalificatie voor Eindronde promotie      |
| 5   | K. Berchem Sport             | 30  | 12 | 7  | 11 | 43  | 54 | 49 | +5  |                                           |
| 6   | RC Hades Kiewit Hasselt      | 30  | 10 | 13 | 7  | 43  | 50 | 40 | +10 |                                           |
| 7   | R. Cappellen FC              | 30  | 11 | 8  | 11 | 41  | 41 | 41 | 0   |                                           |
| 8   | KFC Duffel                   | 30  | 10 | 11 | 9  | 41  | 47 | 40 | +7  |                                           |
| 9   | SK Nieuwkerken Sint-Niklaas  | 30  | 10 | 10 | 10 | 40  | 48 | 47 | +1  |                                           |
| 10  | KVV Vosselaar                | 30  | 10 | 8  | 12 | 38  | 45 | 59 | −14 |                                           |
| 11  | Hoogstraten VV               | 30  | 9  | 10 | 11 | 37  | 30 | 33 | −3  |                                           |
| 12  | KFC Vigor Wuitens Hamme      | 30  | 10 | 6  | 14 | 36  | 44 | 48 | −4  |                                           |
| 13  | Spouwen-Mopertingen          | 30  | 9  | 8  | 13 | 35  | 48 | 56 | −8  |                                           |
| 14  | SC City Pirates Antwerpen    | 30  | 9  | 7  | 14 | 34  | 35 | 42 | −7  | Kwalificatie voor Eindronde degradatie VV |
| 15  | KFC Turnhout                 | 30  | 7  | 8  | 15 | 29  | 38 | 58 | −20 | Degradatie naar Derde klasse amateurs     |
| 16  | KFC Heur-Tongeren            | 30  | 3  | 5  | 22 | 14  | 30 | 82 | −52 | Degradatie naar Derde klasse amateurs     |

1. 1 2  Enkel K. Sporting Hasselt en K. Bocholter VV vroegen een licentie aan voor Eerste klasse amateurs. Er waren dus maar twee teams uit deze reeks die zouden deelnemen aan de eindronde voor promotie.

### Tweede klasse amateurs ACFF
| Pos | Team                                 | Wed | W  | G  | V  | Ptn | DV | DT | +/− | Kwalificatie of degradatie            |
| --- | ------------------------------------ | --- | -- | -- | -- | --- | -- | -- | --- | ------------------------------------- |
| 1   | UR La Louvière Centre                | 30  | 24 | 5  | 1  | 77  | 83 | 19 | +64 | Promotie naar Eerste klasse amateurs  |
| 2   | URSL Visé                            | 30  | 19 | 4  | 7  | 61  | 68 | 36 | +32 | Kwalificatie voor Eindronde promotie  |
| 3   | RRC Hamoir                           | 30  | 17 | 8  | 5  | 59  | 56 | 34 | +22 |                                       |
| 4   | R. Francs Borains                    | 30  | 15 | 7  | 8  | 52  | 59 | 42 | +17 | Kwalificatie voor Eindronde promotie  |
| 5   | RUS Rebecquoise                      | 30  | 15 | 6  | 9  | 51  | 60 | 44 | +16 |                                       |
| 6   | FC Tilleur                           | 30  | 14 | 5  | 11 | 47  | 54 | 45 | +9  | Kwalificatie voor Eindronde promotie  |
| 7   | RAAL La Louvière                     | 30  | 12 | 10 | 8  | 46  | 42 | 30 | +12 | Kwalificatie voor Eindronde promotie  |
| 8   | Entente Durbuy                       | 30  | 12 | 3  | 15 | 39  | 37 | 50 | −13 |                                       |
| 9   | RFC Meux                             | 30  | 9  | 12 | 9  | 39  | 51 | 51 | 0   |                                       |
| 10  | RES Couvin-Mariembourg               | 30  | 10 | 8  | 12 | 38  | 50 | 51 | −1  |                                       |
| 11  | R. Stade Waremmien FC                | 30  | 10 | 5  | 15 | 35  | 46 | 53 | −7  |                                       |
| 12  | Solières Sport                       | 30  | 8  | 7  | 15 | 31  | 38 | 56 | −18 |                                       |
| 13  | R. Entente Acren Lessines            | 30  | 6  | 11 | 13 | 29  | 42 | 53 | −11 |                                       |
| 14  | R. Wallonia Walhain Chaumont-Gistoux | 30  | 7  | 7  | 16 | 28  | 33 | 52 | −19 | Degradatie naar Derde klasse amateurs |
| 15  | R. Olympic Club de Charleroi         | 30  | 5  | 9  | 16 | 24  | 32 | 61 | −29 | Degradatie naar Derde klasse amateurs |
| 16  | RUW Ciney                            | 30  | 2  | 3  | 25 | 9   | 22 | 96 | −74 | Degradatie naar Derde klasse amateurs |

1. 1 2  RRC Hamoir en RUS Rebecquoise vroegen geen licentie aan voor Eerste klasse amateurs. Hierdoor gingen hun plaatsen voor de promotie-eindronde naar FC Tilleur en RAAL La Louvière.

## Periodekampioenen

### Tweede klasse amateurs VV A
- Eerste periode: KFC Mandel United, 20 punten
- Tweede periode: KVC Sint-Eloois-Winkel Sport, 25 punten
- Derde periode: KVC Sint-Eloois-Winkel Sport, 25 punten

### Tweede klasse amateurs VV B
- Eerste periode: K. Sporting Hasselt, 28 punten
- Tweede periode: K. Patro Eisden Maasmechelen, 28 punten
- Derde periode: K. Patro Eisden Maasmechelen, 20 punten

### Tweede klasse amateurs ACFF
- Eerste periode: UR La Louvière Centre, 26 punten
- Tweede periode: UR La Louvière Centre, 28 punten
- Derde periode: UR La Louvière Centre, 23 punten

## Eindronde promotie

### Kwalificatie VV
De eindronde werd gespeeld door de teams die tweede waren geëindigd in het eindklassement en de drie periodekampioenen. Indien één of meerdere periodes gewonnen werden door de uiteindelijke kampioen of door dezelfde club, kreeg de best geklasseerde ploeg zonder eindrondeticket een plek in de eindronde.
Eerste ronde
De eindronde zou normaal gespeeld worden met acht teams. Er vroegen echter maar zes VV-teams een licentie aan voor Eerste klasse amateurs: KFC Mandel United, KRC Gent, K. Olympia SC Wijgmaal, KSK Ronse, K. Sporting Hasselt en K. Bocholter VV. Hierdoor werd een andere formule gehanteerd om de winnaar van de eindronde te bepalen. Vier teams werden tegen elkaar uitgeloot in de eerste ronde. Twee teams werden vrijgesteld van de eerste ronde via loting: KRC Gent en K. Olympia SC Wijgmaal.
| Datum      | Wedstrijden                           | Uitslag        |  |
| ---------- | ------------------------------------- | -------------- |  |
| 11/05/2019 | KFC Mandel United - KSK Ronse         | 0-0 (2-4 n.p.) |  |
| 06/05/2019 | K. Bocholter VV - K. Sporting Hasselt | 3-1 (n.v.)     |  |

Tweede ronde
De twee winnaars van de eerste ronde namen het op tegen de twee teams die waren vrijgesteld. De twee winnaars gingen door naar de eindronde.
| Datum      | Wedstrijden                              | Uitslag    |  |
| ---------- | ---------------------------------------- | ---------- |  |
| 15/05/2019 | K. Bocholter VV - K. Olympia SC Wijgmaal | 0-3        |  |
| 15/05/2019 | KRC Gent - KSK Ronse                     | 1-2 (n.v.) |  |

### Kwalificatie ACFF
De eindronde werd gespeeld door de teams die tweede waren geëindigd in het eindklassement en de drie periodekampioenen. Indien één of meerdere periodes gewonnen werden door de uiteindelijke kampioen of door dezelfde club, kreeg de best geklasseerde ploeg zonder eindrondeticket een plek in de eindronde.
Eerste ronde
De vier gekwalificeerde teams werden tegen elkaar uitgeloot in de eerste ronde. De winnaars namen het nadien tegen elkaar op om te bepalen wie zou doorgaan naar de eindronde.
| Datum      | Wedstrijden                          | Uitslag    |  |
| ---------- | ------------------------------------ | ---------- |  |
| 05/05/2019 | FC Tilleur - URSL Visé               | 1-7        |  |
| 05/05/2019 | R. Francs Borains - RAAL La Louvière | 3-1 (n.v.) |  |

Tweede ronde
De winnaar van deze ronde plaatste zich voor een nieuwe eindronde met de nummer 13 uit Eerste klasse amateurs en de winnaars van de VV-eindronde .
| Datum      | Wedstrijden                   | Uitslag |  |
| ---------- | ----------------------------- | ------- |  |
| 12/05/2019 | R. Francs Borains - URSL Visé | 1-2     |  |

### Eindronde
Eerste ronde
Bij de drie teams die zich kwalificeerden voor de eindronde werd de nummer 13 uit Eerste klasse amateur gevoegd: KSV Oudenaarde. De vier geplaatste clubs konden via een heen- en terugwedstrijd een ticket voor de finale bemachtigen. Indien er na 180 minuten geen winnaar was, volgden eventueel verlengingen en strafschoppen.
| Datum      | Heenwedstrijden                    | Uitslag |  |
| ---------- | ---------------------------------- | ------- |  |
| 19/05/2019 | KSK Ronse - K. Olympia SC Wijgmaal | 0-1     |  |
| 19/05/2019 | KSV Oudenaarde - URSL Visé         | 3-2     |  |
| Datum      | Terugwedstrijden                   | Uitslag |  |
| 25/05/2019 | K. Olympia SC Wijgmaal - KSK Ronse | 1-2     |  |
| 25/05/2019 | URSL Visé - KSV Oudenaarde         | 6-1     |  |

Tweede ronde
De winnaar van de dubbele confrontatie promoveerde naar Eerste klasse amateurs.
| Datum      | Heenwedstrijd         | Uitslag |  |
| ---------- | --------------------- | ------- |  |
| 30/05/2019 | URSL Visé - KSK Ronse | 0-1     |  |
| Datum      | Terugwedstrijd        | Uitslag |  |
| 02/06/2019 | KSK Ronse - URSL Visé | 1-2     |  |

## Eindronde degradatie
De twee ploegen die veertiende eindigden in Tweede klasse amateurs VV moesten in een rechtstreeks duel bepalen wie in Tweede klasse amateurs zou blijven en wie zou zakken naar Derde klasse amateurs. Hoewel KFC Eppegem in eerste instantie gered was, moest het uiteindelijk toch degraderen als gevolg van de promotie van URSL Visé naar Eerste klasse amateurs.
| Datum      | Wedstrijd                               | Uitslag |  |
| ---------- | --------------------------------------- | ------- |  |
| 12/05/2019 | SC City Pirates Antwerpen - KFC Eppegem | 0-2     |  |

## Topscorers
| Nr. | Speler                | Club                         | G  | W  | GPW  |
| --- | --------------------- | ---------------------------- | -- | -- | ---- |
| 1.  | Antonio Muñoz Herrera | KVC Sint-Eloois-Winkel Sport | 28 | 31 | 0,90 |
| 2.  | Jelle van Kruijssen   | K. Berchem Sport 2004        | 22 | 28 | 0,79 |
| 3.  | / Alessio Allegria    | K. Patro Eisden Maasmechelen | 21 | 30 | 0,70 |
| 4.  | Christophe Bertjens   | K. Bocholter VV              | 19 | 29 | 0,66 |
| 5.  | Anthony Lorenzon      | RUS Rebecquoise              | 18 | 28 | 0,64 |
| 5.  | Niels Elewaut         | KRC Gent                     | 18 | 28 | 0,64 |
| 5.  | / Adel Bettaieb       | UR La Louvière Centre        | 18 | 28 | 0,64 |

GPW: gemiddeld aantal doelpunten per wedstrijd, afgerond op 2 cijfers na de komma

## Geen tegendoelpunten
| Nr. | Speler          | Club                         | GTD | W  | PER |
| --- | --------------- | ---------------------------- | --- | -- | --- |
| 1.  | Ulrich Cremers  | UR La Louvière Centre        | 16  | 29 | 55% |
| 2.  | Sven Dhoest     | KVC Sint-Eloois-Winkel Sport | 16  | 31 | 52% |
| 3.  | Brecht Laleman  | KFC Mandel United            | 14  | 31 | 45% |
| 4.  | Ruben Smet      | Hoogstraten VV               | 11  | 27 | 41% |
| 5.  | Joseph Biersard | RRC Hamoir                   | 11  | 30 | 37% |

## Appendix
Nationaal voetbal · Regionaal voetbal · Provinciaal voetbal · KBVB · Nationaal voetbalelftal · Nationaal dameselftal
Belgisch nationaal voetbal
Eerste klasse A · Eerste klasse B · Eerste nationale · Beker van België · Belgische Supercup
Super League · Eerste klasse (vrouwen) · Tweede klasse (vrouwen) · Beker van België (vrouwen) · Belgische Supercup (vrouwen)
Belgisch regionaal voetbal
Tweede afdeling · Derde afdeling
2016/17 · 2017/18 · 2018/19 · 2019/20 · 2020/21 · 2021/22 · 2022/23 · 2023/24 · 2024/25